# Lin Yinghai
Lin Yinghai (chinesisch 林英海; * 1932 in Taiqian, Provinz Henan; † 2. Dezember 2014 in Zhengzhou, Provinz Henan) war ein chinesischer Politiker der Kommunistischen Partei Chinas (KPCh), der unter anderem zwischen 1993 und 2003 Vorsitzender des Provinzkomitees der Politischen Konsultativkonferenz des chinesischen Volkes von Henan war.

## Leben
Lin Yinghai, Angehöriger des Han-Volkes, unterrichtete zwischen 1951 und 1958 als Grundschullehrer und wurde 1954 Mitglied der KPCh. Ein Studium an der Fakultät für die chinesische Sprache der Pädagogischen Universität Peking schloss er 1964 ab und wurde nach anderen dortigen Tätigkeiten im Juni 1968 stellvertretender Dekan dieser Fakultät sowie zugleich stellvertretender Parteisekretär der Universität. Während der Kulturrevolution von Januar 1969 bis April 1974 war er krankgeschrieben. Im Anschluss wurde er 1974 Direktor der Parteischule des Kreises Taiqian und 1980 zunächst stellvertretender Sekretär sowie daraufhin Sekretär des Parteikomitees dieses Kreises. Im April 1983 wurde er stellvertretender Leiter der Propagandaabteilung und im August 1984 Sekretär der Kommission für Disziplinarkommission des Provinzkomitees der KPCh von Henan sowie Mitglied des Ständigen Ausschusses dieses Parteikomitees. Nachdem er im September 1985 Kandidat der Zentralen Disziplinarkommission der KPCh wurde, wurde er auf dem XIII. Parteitag der Kommunistischen Partei Chinas im November 1987 Mitglied der Zentralen Disziplinarkommission und gehörte dieser bis Oktober 1992 an.
1990 wurde Lin stellvertretender Sekretär des Provinzkomitees der KPCh von Henan und war damit bis 1993 Stellvertreter der damaligen Parteisekretäre dieser Provinz, Hou Zongbin (1990 bis 1992) beziehungsweise Li Changchun (1992 bis 1993). Im April 1993 übernahm er von Yan Jimin das Amt als Vorsitzender des Provinzkomitees der Politischen Konsultativkonferenz des chinesischen Volkes (PKKCV) von Henan und bekleidete dieses zehn Jahre lang bis Dezember 2003, woraufhin Fan Qinchen seine dortige Nachfolge antrat. In der achten Legislaturperiode war zwischen 1993 und 1998 Deputierter des Nationalen Volkskongresses sowie in der neunten Legislaturperiode von 1998 bis 2003 Mitglied des Nationalkomitees der PKKCV.